# Nat Ross
Nat Ross (San Francisco, 13 giugno 1902 – Los Angeles, 24 febbraio 1941) è stato un regista e produttore cinematografico statunitense all'epoca del muto. Era nipote del produttore Carl Laemmle.
Nel 1941, caposquadra in una fabbrica, Ross fu ucciso da un impiegato che aveva licenziato.

## Filmografia

### Regista
- Never Let Go - cortometraggio (1922)
- Il cavalier Uragano (The Galloping Kid) (1922)
- Ridin' Wild (1922)
- The Ghost Patrol (1923)
- The Six-Fifty (1923)
- Pure Grit (1923)
- Down in Texas - cortometraggio (1924)
- The Slanderers (1924)
- Transcontinental Limited (1926)
- Two Can Play (1926)
- April Fool (1926)
- Striving for Fortune (1926)
- Stop That Man! (1928)
- College Love (1929)

### Produttore
- Down in Texas, regia di Nat Ross - cortometraggio (1924)